# Great Invasions
Great Invasions (The Dark Ages 350-1066 AD) là một trò chơi máy tính thuộc thể loại đại chiến lược thời gian thực do hãng Philippe Thibaut cùng Luca Cammisa phát triển và Strategy First phát hành vào năm 2006.

## Cách chơi
Great Invasions lấy bối cảnh châu Âu thời kỳ Tăm tối bắt đầu từ năm 350 với cái chết của Hoàng đế La Mã Constans và kết thúc vào năm 1066 và là giai đoại mà hàng trăm quốc gia và bộ tộc thổ dân đang tranh chấp và chống đối lẫn nhau để giành quyền kiểm soát thế giới. Game cho phép người chơi lựa chọn mười quốc gia riêng biệt nhằm thực hiện việc kiểm soát ngoại giao, chiến tranh, tài chính, quản trị, tôn giáo, công trình xây dựng và huấn luyện và quản lý quân đội cùng hạm đội để từ đó dẫn dắt quân đội chinh phục các quốc gia châu Âu khác, đồng thời sử dụng quyền lực sức mạnh hay tài ngoại giao để khẳng định địa vị thống trị của mình.
Great Invasions tái hiện hơn 150 sự kiện lịch sử và 3700 nhân vật tiêu biểu trong thời kỳ này. Ngoài việc quản lý các xung đột xảy ra tại khu vực biên giới, người chơi còn phải kiểm soát sự di dân, tính đa dạng về tôn giáo và mối đe dọa tấn công từ các bộ tộc khác. Game có hỗ trợ tính năng chơi mạng với 4 người chơi thông qua LAN hay Internet.